# Christian Czychowski
Christian Czychowski (* 21. Februar 1969 in Düsseldorf) ist ein deutscher Rechtsanwalt, Fachanwalt für Urheber- und Medienrecht sowie Fachanwalt für Informationstechnologierecht und seit 2014 Honorarprofessor an der Juristischen Fakultät der Universität Potsdam.

## Leben
Christian Czychowski absolvierte sein Abitur am Humboldt-Gymnasium Düsseldorf. An der Universität Bonn studierte er Rechtswissenschaft und erlangte sein erstes juristisches Staatsexamen. Im Jahr 1996 wurde er an der Humboldt-Universität zu Berlin mit einer Arbeit zum Urhebervertragsrecht promoviert. Noch vor seiner Promotion absolvierte er ein mehrmonatiges Praktikum bei McKinsey. Während seines Referendariats machte er u. a. Station bei Wilkinson & Grist in Hongkong.
In Bonn studierte er auch Musikwissenschaft, schloss dieses Studium jedoch nicht ab. Bis 1992 war er Geschäftsführer der Klassischen Philharmonie Düsseldorf e.V., einem im Wesentlichen aus Musikstudenten bestehenden Ensemble, das Konzerte und szenische Opernaufführungen im Rheinland und angrenzenden Ausland veranstaltete.
Christian Czychowski entstammt einer Juristenfamilie. Sein Vater Manfred Czychowski war einer der führenden deutschen Wasserrechtler.

## Berufliche Tätigkeit
Von 1997 bis 2019 arbeitete er als Rechtsanwalt und seit 2002 als Partner der Kanzlei Boehmert & Boehmert. Seit Januar 2020 ist Christian Czychowski nach Abspaltung seines Standortes Rechtsanwalt und Partner bei NORDEMANN Czychowski & Partner Rechtsanwältinnen und Rechtsanwälte mbB in Potsdam und Berlin. Er gilt als einer der führenden Juristen für Urheberrecht, Vertragsrecht im Technologietransferbereich und IT-Recht in Deutschland. Seine Kanzlei ist spezialisiert auf alle Gebiete des Geistigen Eigentums und des IT-Rechts.
Die Spezialbereiche von Christian Czychowski als Rechtsanwalt folgen seinen Interessen im Kunst-, Musik- und Technologiebereich: Er berät Künstler, Orchester, mittelständische Unternehmen und große Konzerne im Urheberrecht, dem Technologievertragsrecht, aber auch im Markenrecht und vor allen Dingen IT-Recht. Er leitet gemeinsam mit Heinz Goddar von Boehmert & Boehmert die Arbeitsgruppe F&E-Mustervereinbarungen beim Bundeswirtschaftsministerium. Für das Europäische Patentamt wurde er bereits mehrfach im Ausland als Experte für Weiterbildungen eingesetzt. Er ist gewähltes Mitglied der Fachausschüsse für Urheber- und Verlagsrecht sowie Recht der Daten der Deutschen Vereinigung für Gewerblichen Rechtsschutz und Urheberrecht. Zudem ist er Mitglied des Cultural Advisory Committee des NFDI. Er war bis 2019 Mitglied des Fachanwaltsausschusses für IT-Recht der Rechtsanwaltskammer Berlin.
Seit 2014 ist er Honorarprofessor an der Universität Potsdam. Gemeinsam mit Björn Steinrötter und Tobias Lettl hat er die Forschungsstelle „Geistiges Eigentum – Digitalisierung – Wettbewerb“ an der Universität Potsdam ins Leben gerufen und führt diese als einer von drei Direktoren.

## Publikationen
Zusammen mit Axel Nordemann und Jan Bernd Nordemann gibt er den als juristisches Standardwerk geltenden Kommentar zum Deutschen Urheberrecht „Fromm/Nordemann“ heraus. Er ist zudem Mitherausgeber des Praxishandbuch Geistigen Eigentums im Internet. Gemeinsam mit Luisa Siesmayer verfasste er das Kapitel zum Recht der Daten und zum Urheberrecht im Computerrechtshandbuch sowie einen Beitrag zu Datenbankverträgen im Handbuch der IT-Verträge. Gemeinsam mit Julian Waiblinger und Jan Bernd Nordemann berichtet er in der Neuen Juristischen Wochenschrift im zweijährlichen Rhythmus über die neuesten Entwicklungen in Gesetzgebung und Rechtsprechung des Urheberrechts.